# Маркетинговая стратегия
Маркетинговая стратегия (англ. marketing strategy) — это долгосрочный, перспективный подход к планированию с фундаментальной целью достижения устойчивого конкурентного преимущества. Стратегическое планирование включает в себя анализ стратегической исходной ситуации компании до разработки, оценки и выбора ориентированной на рынок конкурентной позиции, которая способствует достижению целей компании.
Стратегический маркетинг, как отдельная область исследования, появился в 1970-х годах и основывался на предшествующем ему стратегическом управлении. Маркетинговая стратегия подчеркивает роль маркетинга как связующего звена между организацией и её клиентами.

## Управление маркетингом против маркетинговой стратегии
Различие между «стратегическим» и «управленческим» маркетингом используется для различия «двух этапов, имеющих разные цели и основанных на разных концептуальных инструментах. Стратегический маркетинг касается выбора политики, направленной на улучшение конкурентной позиции фирмы, с учётом проблем и возможностей, предлагаемых конкурентной средой. С другой стороны, управленческий маркетинг ориентирован на реализацию конкретных целей». Маркетинговая стратегия заключается в «высоких видениях, воплощенных в менее высокие и, более практические цели [при управление маркетингом] — это то, с чего мы начинаем, чтобы запачкать руки и составить планы». Маркетинговую стратегию иногда называют планированием высшего порядка, поскольку она определяет широкое направление и обеспечивает руководство и структуру маркетинговой программы.

## Стратегическое маркетинговое планирование: обзор
Маркетинговая стратегия включает в себя определение направления деятельности компании на предстоящий период планирования, будь то три, пять или десять лет. Это предполагает проведение обзора фирмы на 360 градусов и её операционной среды с целью выявления новых бизнес-возможностей, которые фирма могла бы потенциально использовать для получения конкурентного преимущества. Стратегическое планирование может также выявить рыночные угрозы, которые фирме, возможно, придется учитывать для обеспечения долгосрочной устойчивости. Стратегическое планирование не делает никаких предположений о том, что фирма продолжит предлагать одни и те же продукты тем же клиентам в будущем. Вместо этого оно занимается определением деловых возможностей, которые могут быть успешными, и оценивает способность фирмы использовать такие возможности. Оно стремится выявить стратегический разрыв; в этом разница между тем, где в настоящее время находится фирма (стратегическая реальность или непреднамеренная стратегия), и тем, где она должна располагаться для устойчивого долгосрочного роста (стратегическое намерение или преднамеренная стратегия).
Стратегическое планирование направлено на решение трех обманчиво простых вопросов, а именно:
- Где мы сейчас? (Анализ ситуации)
- В каком бизнесе мы должны быть? (Видение и миссия)
- Как мы должны туда добраться? (Стратегии, планы, цели и задачи)

Четвёртый вопрос также может быть добавлен в список, а именно: «Как мы узнаем, когда мы туда попали?» Из-за растущей потребности в подотчетности многие маркетинговые организации используют различные маркетинговые метрики для отслеживания стратегической эффективности, что позволяет предпринимать корректирующие действия по мере необходимости. На первый взгляд, стратегическое планирование направлено на решение трех простых вопросов, однако исследования и анализ, связанные со стратегическим планированием, очень сложны и требуют большого умения и осмысленности.

## Стратегический анализ: инструменты и методы
Стратегический анализ предназначен для решения первого стратегического вопроса: «Где мы сейчас?». Традиционные исследования рынка менее полезны для стратегического маркетинга, потому что аналитик не ищет понимания отношений и предпочтений клиентов. Вместо этого стратегические аналитики ищут понимание операционной среды фирмы с целью выявления возможных будущих сценариев, возможностей и угроз.
Стратегическое планирование сосредоточено на «3C», а именно: Заказчик (Customer), Корпорация (Corporation) и Конкуренты (Competitors). Детальный анализ каждого фактора является ключом к успеху разработки стратегии. Элемент «конкуренты» относится к анализу сильных сторон бизнеса по отношению к близким конкурентам и рассмотрению конкурентных угроз, которые могут повлиять на способность бизнеса двигаться в определённых направлениях. Элемент «заказчик» относится к анализу любых возможных изменений в предпочтениях клиентов, которые потенциально могут привести к появлению новых деловых возможностей. Элемент «корпорация» относится к детальному анализу внутренних возможностей компании и её готовности использовать рыночные возможности или её уязвимости перед внешними угрозами.
Ведущие специалисты по планированию проводят большую часть своего времени, занимаясь отраслевым или конкурентным анализом, а также внутренними исследованиями, включая использование компьютерных моделей для анализа тенденций в организации. Стратегические планировщики используют различные инструменты исследования и аналитические методы, в зависимости от сложности среды и целей фирмы. Ни один оптимальный метод не может быть признан полезным во всех ситуациях или проблемах. Определение того, какую технику использовать в любой конкретной ситуации, зависит от умения аналитика. Выбор инструмента зависит от множества факторов, включая: доступность данных; характер проблемы маркетинга; цель или назначение, уровень квалификации аналитика, а также другие ограничения, такие как время или мотивация.

### Анализ разрывов
Анализ разрывов - это тип анализа высокого порядка, который стремится выявить разницу между текущей стратегией организации и ее желаемой стратегией. Это различие иногда называют стратегическим разрывом. Выделяют два типа стратегии, а именно преднамеренную стратегию и непреднамеренную стратегию. Преднамеренная стратегия представляет собой стратегическое намерение фирмы или ее желаемый путь, в то время как непреднамеренная стратегия представляет собой путь, по которому фирма, возможно, пошла, адаптируясь к экологическим, конкурентным и рыночным изменениям. Другие ученые используют термины реализованная стратегия в сравнении с намеченной стратегией для обозначения тех же понятий. Этот тип анализа показывает, отклонилась ли организация от своего желаемого пути в течение периода планирования. Наличие большого разрыва может указывать на то, что организация застряла в середине; рецепт стратегической посредственности и потенциального провала.

### Индекса развития категории / бренда
Индекс развития категории (CDI) / бренда (BDI) - это метод, используемый для оценки потенциала продаж для региона или рынка и определения сегментов рынка, которые могут быть разработаны (т.е. высокий CDI и высокий BDI). Кроме того, он может быть использован для определения рынков, на которых категория или бренд неэффективны, и может сигнализировать о лежащих в основе маркетинговых проблемах, таких как плохое распределение (то есть высокий CDI и низкий BDI).

##### BDI и CDI рассчитываются следующим образом:[13]
- BDI = (Продажи бренда (%) на рынке А / население (%) на рынке А) X 100
- CDI = (Продажи категории (%) на рынке А / население (%) на рынке A) X 100

### PEST-анализ
Стратегическое планирование обычно начинается с сканирования бизнес-среды, как внутренней, так и внешней, что включает в себя понимание стратегических ограничений. Понимание внешней операционной среды, в том числе политической, экономической, социальной и технологической, которая включает демографические и культурные аспекты, необходимо для выявления деловых возможностей и угроз. Этот анализ называется PEST; акроним для политического, экономического, социального и технологического. В литературе можно выделить несколько вариантов анализа PEST, в том числе: анализ PESTLE (политический, экономический, социальный, технологический, правовой и экологический); STEEPLE (добавляет этику); STEEPLED (добавляет демографию) и STEER (добавляет нормативы).
Целью анализа PEST является выявление возможностей и угроз в более широкой операционной среде. Фирмы пытаются использовать возможности, пытаясь защитить себя от потенциальных угроз. В основном, анализ PEST направляет принятие стратегических решений. Основными элементами PEST-анализа являются:
- Политические: политическое вмешательство, которое может нарушить или улучшить условия торговли, например, государственные законы, политика, финансирование или субсидии, поддержка конкретных отраслей, торговые соглашения, налоговые ставки и фискальная политика.
- Экономические: экономические факторы, которые могут повлиять на прибыльность и цены, которые могут быть установлены, такие как экономические тенденции, инфляция, обменные курсы, сезонность и экономические циклы, доверие потребителей, покупательская способность потребителей и дискреционные доходы.
- Социальные: социальные факторы, которые влияют на спрос на товары и услуги, отношение потребителей, вкусы и предпочтения, такие как демография, социальные факторы, образцы для подражания, покупательские привычки.
- Технологические: инновации, технологические разработки или прорывы, которые создают возможности для новых продуктов, улучшенных производственных процессов или новых способов ведения бизнеса, например, новые материалы, новые ингредиенты, новое оборудование, новые упаковочные решения, новое программное обеспечение и новые посредники.

При проведении PEST-анализа планировщики и аналитики могут рассматривать операционную среду на трех уровнях, а именно наднациональный; национальный и субнациональный или местный уровень. Поскольку предприятия становятся более глобализированными, им, возможно, придется уделять больше внимания наднациональному уровню.

### SWOT-анализ
В дополнение к PEST-анализу, фирмы проводят анализ сильных сторон, слабых сторон, возможностей и угроз (SWOT). SWOT-анализ определяет:
- Сильные стороны: отличительные способности, компетенции, навыки или активы, которые дают бизнесу или проекту преимущество перед потенциальными конкурентами; внутренние факторы, благоприятствующие достижению целей компании.
- Недостатки: внутренние недостатки, которые ставят бизнес или проект в невыгодное положение по сравнению с конкурентами; или недостатки, которые мешают предприятию двигаться в новом направлении или действовать в зависимости от возможностей. внутренние факторы, которые неблагоприятны для достижения целей компании.
- Возможности: элементы среды, которые бизнес или проект могут использовать в своих интересах; внешние факторы организации, включая: новые продукты, новые рынки, новый спрос, барьеры на внешнем рынке, ошибки конкурентов и т.д.
- Угрозы: элементы окружающей среды, которые могут подорвать положение фирмы на рынке; внешние факторы, которые мешают или препятствуют движению объекта в желаемом направлении или достижению его целей.

Как правило, фирма пытается использовать те возможности, которые могут быть сопоставлены с внутренними сильными сторонами; то есть фирма имеет потенциал в любой области, где сильные стороны соответствуют внешним возможностям. Возможно, потребуется создать потенциал, если он хочет использовать возможности в слабых сторонах. Слабые стороны, которые сочетаются с внешней угрозой, представляют собой уязвимость, и фирме, возможно, потребуется разработать планы действий в чрезвычайных ситуациях.

### Уровни или составляющие маркетинговой стратегии
Уровни стратегии, описанные в этом разделе, отвечают на вопрос «Как мы должны туда (в желаемую точку) добраться?». Каждый уровень стратегии разрабатывается, исходя из данных стратегического анализа. С учетом преимуществ, особенностей и возможностей компании.
Стратегия позиционирования — основа для формирования сильного бренда и укрепления его позиций на рынке. Направлена на привлечение целевой аудитории и выделение бренда среди конкурентов.
Остальные аспекты стратегии должны соответствовать и быть согласованными с выбранным позиционированием.
Коммуникационная стратегия определяет смысловые сообщения, которые компания будет передавать своей аудитории на различных точках контакта, таких как рекламные креативы в интернете, сайт, наружная реклама, промо-акции, социальные сети и так далее. Смыслы могут быть переданы не только через текст, используются визуальные формы, аудио, демонстрация товара и его тестовые версии. Например, стоматологической клинике важно передать смысл «нашим врачам можно доверять». Она может использовать для этого видео-интервью с врачом, которое будет формировать у потребителей доверие к клинике и эмоциональную связь с брендом.
Коммуникационная стратегия включает в себя разработку tone of voice бренда — выбор интонации и стиля коммуникации с целевой аудиторией. Например, бренд, ориентированный на подростков, может использовать сленг, общаться с потребителями неформально, обращаться на «ты». Юридическая компания из b2b выберет, скорее, официальный язык, «вы» и формальное общение.
Медийная стратегия — выбор инструментов и каналов продвижения для достижения целей бизнеса. В современном маркетинге имеется широкий набор таких инструментов: реклама в поисковых системах, лидогенерация, SMM-продвижение, e-mail-маркетинг, вирусный маркетинг, наружная реклама, пиар-мероприятия, партнерские программы, акции и купоны, чат-боты, вебинары, проведение тест-драйвов и дегустаций и так далее. Медийная стратегия определяет, как и где будут транслироваться смыслы, разработанные на этапе коммуникационной стратегии.
Медийная стратегия включает в себя подбор своих инструментов для каждого этапа воронки продаж: узнавание бренда, осознание проблемы, поиск решения, принятие решения о покупке, пользовательский опыт и лояльность, рекомендации и повторные продажи.
Креативная стратегия — разработка идей, направленных на то, чтобы выделить сообщение бренда из общего потока рекламы. Цель: зацепить внимание, удивить, запомниться, отстроиться от конкурентов.
Продуктовая стратегия — доработка продукта и сервиса или расширение продуктовой линейки для более качественного удовлетворения потребностей целевой аудитории и роста продаж.